# 15 janvier 1980
Le mardi 15 janvier 1980 est le 15e jour de l'année 1980.

## Naissances
- Beth Cardelli, ultra-traileuse australienne
- Chaim Gingold, concepteur de jeux vidéo américain
- David Hewitt, joueur irlandais de rugby à XV
- David Muñoz, cuisinier espagnol
- Dmytro Karyuchenko, escrimeur ukrainien
- Fábio Nunes Fernandes, joueur de football brésilien
- JD Closser, joueur de base ball américain
- Justin Papineau, joueur de hockey sur glace canadien
- Liu Wei, joueur de basket-ball chinois
- Lobsang Tenzin Chökyi Gyaltsen, lama tibétain
- Lydia, chanteuse espagnole
- Mariana Derderián, actrice et animatrice de télévision vénézuélienne naturalisée chilienne
- Marion Canalès, femme politique française
- Matt Holliday, joueur de base ball américain
- Nolan Schaefer, joueur de hockey sur glace canadien
- Noura Erakat, professeur de droit américaine
- Tommy Adams, joueur de basket-ball américain

## Décès
- Édouard Senny (né le 22 décembre 1923), compositeur wallon
- Jean Vauthier (né le 15 février 1888), politicien belge
- Kálmán Pongrácz (né le 11 octobre 1898), homme politique hongrois
- Kim Bruce-Lockhart (né le 16 juin 1946), joueur de squash écossais
- Paul Kipfer (né le 11 mars 1905), physicien suisse

## Événements
- Début du Cyclone Hyacinthe
- Début des championnats du monde juniors de patinage artistique 1980